# Katrinebjergvej (Aarhus)
Katrinebjergvej er en vej i det nordlige Aarhus mellem Paludan-Müllers Vej og Langelandsgade. Gaden ligger ved IT-byen Katrinebjerg og tæt ved Storcenter Nord. Katrinebjerg var oprindeligt en gård i Aarhus købstadslanddistrikt beliggende ved landevejen i nordlig retning. Vejen blev navngivet i 1935.
Katrinebjergvej har postnummeret 8200 og ligger i Aarhus N.